# Département de Gaiman
Le département de Gaiman est une des 15 subdivisions de la province de Chubut en Argentine. Son chef-lieu est la ville de Gaiman.
Le département a une superficie de 11 076 km2. Sa population était de 9 612 habitants, selon le recensement de 2001 (source : INDEC).
C'est sur son territoire que se situent le lac et le barrage Florentino Ameghino, sur le Río Chubut.

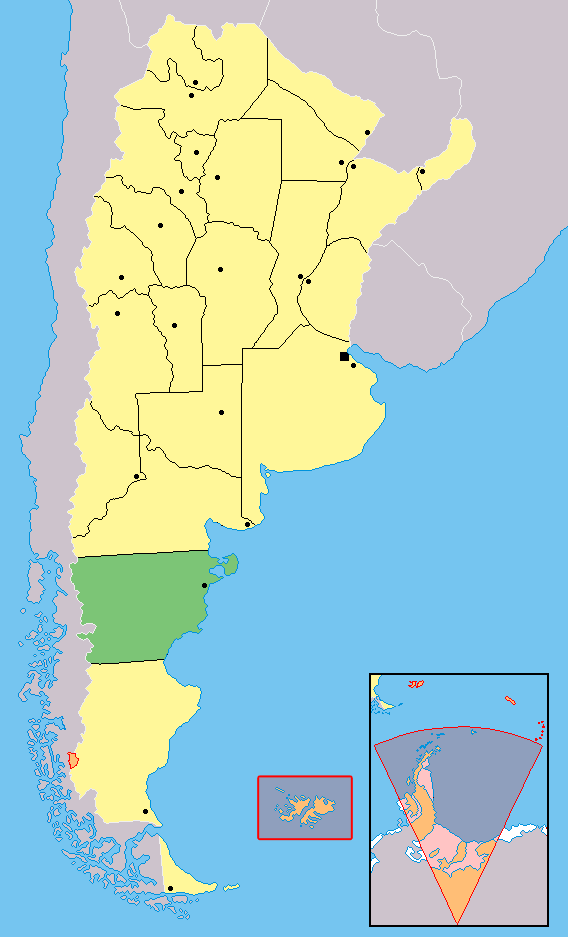
Localisation de la province de Chubut.